# Clifford Bax
Clifford Bax (13 luglio 1886 – 18 novembre 1962) è stato un drammaturgo, poeta e giornalista inglese.

## Biografia
Ai suoi tempi celebre drammaturgo e saggista, Clifford Bax nacque in una famiglia benestante londinese il 13 luglio 1886, terzo figlio di Arthur Ridley e di Charlotte Ellen Lea Bax; suo zio Belfort Bax era un noto filosofo e suo fratello maggiore Arnold Bax era un compositore.
Dotato di una facile vena drammatica, scrisse numerosi drammi e commedie che ebbero sicura presa sul pubblico.
Studiò alla Slade e alla Heatherly Art School, ma rinunciò alla pittura e si dedicò alla scrittura, dopo un lungo viaggio all'estero dal 1904 al 1906, durante il quale imparò le lingue e approfondì le sue esperienze in modo utile per il suo lavoro.
Durante un soggiorno a Dublino nel 1906, Bax incontrò George William Russell, il "poeta della teosofia". I due diventarono amici e fondarono assieme una rivista che coniugò arti e teosofia. Nel 1909, Bax fondò il giornale trimestrale Orfeo; l'anno successivo sposò Gwendolyn Bishop, con la quale ebbe una figlia nel 1911. La famiglia si trasferì nel Wiltshire rurale nel 1912.
La sua prima opera teatrale fu The Poetasters of Ispahan (1912), ma fu solo nel 1923 che ricevette attenzione per la sua ricostruzione della ballata di John Gay Polly.
Dal 1912 al 1914, Bax scrisse sette opere teatrali, quattro delle quali prodotte, e cinque dei quali furono pubblicate per la prima volta in Orfeo.
Dal 1917 al 1937, Bax realizzò numerose opere teatrali oltre a poesia, saggi di critica, biografie e un romanzo. Inoltre, fu uno dei fondatori (1919-1926) della Phoenix Society, il cui scopo era quello di far rivivere il dramma elisabettiano e la restaurazione, e, nel 1929, fu eletto presidente della Incorporated Stage Society. A parte il teatro, si dedicava con passione alla musica, all'antichità, al buddhismo, alla teosofia e alla filosofia orientale in generale.
Tra le altre sue opere si ricordano: Socrate (Socrates, 1930), La signora immortale (The immortal Lady, 1930) e La rosa senza una spina (The Rose without a Thorn, 1932), le ultime due tratte da due episodi della storia inglese.
Altre opere includevano le sue reminiscenze e una biografia della leggenda del cricket W. G. Grace (1952).
Strinse amicizia con Gustav Holst e scrisse l'inno Torna indietro, O uomo, rinuncia ai tuoi sciocchi modi (Turn back, O man, forswear thy foolish ways), durante la prima guerra mondiale, su richiesta di Holst che voleva un testo per il mottetto da lui composto sul brano OLD 124th.

## Opere
- Twenty Chinese poems (1910);
- Poems Dramatic and Lyrical (1911);
- The Poetasters of Ispahan, dramma (1912);
- Friendship (1913);
- The Marriage of the Soul (1913);
- Shakespeare, dramma (1921);
- The Traveller's Tale, poesie (1921);
- Polly, adattato da John Gay (1922);
- Midsummer Madness (1924);
- Inland Far. A book of thoughts and impressions (1925);
- Up Stream (1925);
- Mr. Pepys (1926);
- Many a Green Isle, racconto (1927);
- Waterloo Leave, dramma (1928);
- Square Pegs: A Polite Satire, dramma (1928);
- Rasputin (1929);
- Socrates (1930);
- The Immortal Lady (1930);
- The Venetian (1931);
- Twelve Short Plays, serious and comic (1932);
- Leonardo da Vinci (1932);
- Pretty Witty Nell. An account of Nell Gwynn and her environment (1932);
- Farewell, My Muse, poesie (1932);
- The Rose Without a Thorn, dramma (1933);
- April in August (1934);
- Ideas and People (1936);
- The House of Borgia (1937);
- Highways and Byways in Essex (1939);
- The Life of the White Devil, biografia (1940);
- Evenings in Albany (1942);
- Time with a Gift of Tears. A modern romance, romanzo (1943);
- Vintage verse; an anthology of poetry in English (1945);
- The Beauty of Women (1946)
- Golden Eagle, dramma (1946);
- The Silver Casket Being love-letters and love poems attributed to Mary Stuart (1946);
- All the world's a stage: theatrical portraits (1946);
- The Buddha, radiodramma (1947);
- Day, a Night and a Morrow (1948);
- The Relapse (1950);
- Some I Knew Well (1951);
- Hemlock for Eight, radiodramma (1946);
- Rosemary for Remembrance (1948);
- Circe (1949);
- The Distaff Muse. An anthology of poetry written by women (1949);
- W. G. Grace (1952).